# Campionati mondiali junior di short track 2020
I Campionati mondiali junior di short track 2020 (in inglese 2020 World Junior Short Track Speed Skating Championships) sono stati la 27ª edizione della competizione organizzata dall'International Skating Union (ISU). Si sono svolti dal 31 gennaio al 2 febbraio 2020 presso la Palaghiaccio Braulio di Bormio, in Italia.

## Partecipanti
Hanno preso parte alla competizione 173 pattinatori, di cui 72 ragazze e 101 ragazzi, in rappresentanza di 37 distinte nazioni.
- Australia (5)
- Austria (2)
- Bielorussia (8)
- Belgio (5)
- Bulgaria (2)
- Canada (8)
- Cina (7)
- Taipei cinese (2)
- Croazia (2)
- Rep. Ceca (3)
- Francia (6)
- Germania (5)
- Gran Bretagna (5)

- Hong Kong (3)
- Ungheria (8)
- India (2)
- Irlanda (1)
- Italia (8)
- Giappone (8)
- Kazakistan (8)
- Lettonia (4)
- Lituania (1)
- Malaysia (3)
- Paesi Bassi (8)
- Nuova Zelanda (1)

- Filippine (1)
- Polonia (8)
- Russia (8)
- Serbia (3)
- Singapore (3)
- Slovacchia (2)
- Corea del Sud (8)
- Svizzera (2)
- Thailandia (3)
- Turchia (4)
- Ucraina (8)
- Stati Uniti (8)

## Podi

### Ragazzi
| Evento               | Oro                                                                 | Tempo    | Argento                                                                           | Tempo    | Bronzo                                                    | Tempo    |
| 500 metri            | Lee Jeong-min                                                       | 42.063   | Vladimir Balbekov                                                                 | 42.171   | Sun Long                                                  | 1:03.327 |
| 1000 metri           | Sun Long                                                            | 1:34.108 | Ahn Hyun-jun                                                                      | 1:34.111 | Vladimir Balbekov                                         | 1:34.647 |
| 1500 metri           | Kim Tae-sung                                                        | 2:31.495 | Ahn Hyun-jun                                                                      | 2:31.584 | Zhang Tianyi                                              | 2:31.671 |
| Staffetta 3000 metri | Corea del Sud Ahn Hyun-jun Jang Sung-woo Kim Tae-sung Lee Jeong-min | 3:55.494 | Russia Vladimir Balbekov Konstantin Ivliev Viacheslav Karpov Daniil Krasnokutskiy | 3:55.982 | Giappone Ibuki Hayashi Ota Ishii Shogo Miyata Takumi Wada | 4:12.437 |

### Ragazze
| Evento               | Oro                                                                            | Tempo    | Argento                                                                   | Tempo    | Bronzo                                                             | Tempo    |
| 500 metri            | Xandra Velzeboer                                                               | 43.924   | Florence Brunelle                                                         | 44.383   | Corinne Stoddard                                                   | 44.760   |
| 1000 metri           | Kim Gil-li                                                                     | 1:32.069 | Corinne Stoddard                                                          | 1:32.924 | Anna Matveeva                                                      | 1:33.292 |
| 1500 metri           | Kim Geon-hee                                                                   | 2:38.292 | Florence Brunelle                                                         | 2:38.507 | Li Xuan                                                            | 2:38.616 |
| Staffetta 3000 metri | Paesi Bassi Georgie Dalrymple Anne Floor Otter Xandra Velzeboer Marijn Wiersma | 4:12.019 | Russia Yuliia Beresneva Sofia Boytsova Daria Krasnokutskaia Anna Matveeva | 4:13.288 | Italia Chiara Betti Elisa Confortola Viola De Piazza Katia Filippi | 4:21.298 |

## Medagliere
| Pos. | Nazione       | Oro | Argento | Bronzo | Totale |
| ---- | ------------- | --- | ------- | ------ | ------ |
| 1.   | Corea del Sud | 5   | 2       | 0      | 7      |
| 2.   | Paesi Bassi   | 2   | 0       | 0      | 2      |
| 3.   | Cina          | 1   | 0       | 3      | 4      |
| 4.   | Russia        | 0   | 3       | 2      | 5      |
| 5.   | Canada        | 0   | 2       | 0      | 2      |
| 6.   | Stati Uniti   | 0   | 1       | 1      | 2      |
| 7.   | Giappone      | 0   | 0       | 1      | 1      |
| 7.   | Italia        | 0   | 0       | 1      | 1      |